# ビオチンCoAリガーゼ
ビオチンCoAリガーゼ(Biotin-CoA ligase、EC 6.2.1.11)は、以下の化学反応を触媒する酵素である。
ATP + ビオチン + CoA{\displaystyle \rightleftharpoons }AMP + 二リン酸 + ビオチンCoA
従って、この酵素の3つの基質はATPとビオチンとCoA、3つの生成物はAMPと二リン酸とビオチンCoAである。
この酵素は、リガーゼ、特に酸-チオールリガーゼに分類される。系統名は、ビオチン:CoAリガーゼ(AMP生成)である。その他よく用いられる名前に、biotinyl-CoA synthetase、biotin CoA synthetase、biotinyl coenzyme A synthetase等がある。
この酵素は、ビオチンの代謝に関与している。